# Maturità francese
La maturità francese (baccalauréat, informalmente anche bac) è il titolo di studio che conseguono gli studenti francesi alla fine del ciclo di studio della scuola secondaria. Può essere paragonato alla maturità italiana, ma le scuole superiori in Francia hanno la durata di tre (liceo generale e tecnologico) o quattro anni (liceo professionale o tecnologico), a differenza dei cinque anni previsti in Italia.
Le sezioni delle scuole superiori francesi sono principalmente tre (senza contare le sezioni tecniche): L (Littéraire: paragonabile al liceo classico e al liceo linguistico italiani), ES (Economique et Social: paragonabile all'opzione economico-sociale del liceo delle scienze umane, è specializzato in economia e sociologia, con la possibilità di scegliere un insegnamento più avanzato in matematica o lingue) e S (Scientifique: paragonabile al liceo scientifico italiano).

## Classe 1a:Seconde générale et technologique
Comune alle serie generali e tecnologiche, in questa classe si studia: Francese, Matematica, Fisica-Chimica, Biologia-Geologia, Lingua straniera 1, Lingua Straniera 2, Educazione morale e civica (detta EMC), Educazione fisica, Storia e Geografia.
Vengono aggiunte due opzioni obbligatorie (dette di determinazione) scelte tra 17 proposte (non tutte presenti in ogni liceo): Scienze economiche e sociali, Fisica-Informatica, Lingua Straniera 3, Latino, Greco, Arti (oppure: storia, cinema, musica, circo-danza, teatro, disegno), insegnamento tecnologico specializzato (come: Informatica di gestione e comunicazione o Scienze dell'ingegneria, biologia di farmacia...), Ed. fisica (in più).
L'alunno può scegliere un'opzione facoltativa tra quelle non scelte già come obbligatorie tra arte (cinema, storia, ecc.), lingua straniera 3, latino, greco, uno sport.
La scelta delle opzioni non impedisce ad un alunno di scegliere in un indirizzo diverso da quello delle opzioni. Solo le serie generali e la serie tecnologica terziaria obbligano alla scelta di una seconda lingua straniera, che, dunque, deve essere scelta preventivamente.

## Opzioni obbligatorie e facoltative delle serie generali

### Obbligatorie
Nella prima classe L e ES è prevista la scelta di un'opzione obbligatoria tra: Latino, Greco, Arte, Lingua Straniera 1 o 2 avanzata, Lingua Straniera 3, Diritto (per L); invece tra: Matematica, Scienze Politiche (per gli ES).
Tutte le serie generali hanno questa opzione obbligatoria. Deve essere la stessa per gli indirizzi Letterari (possono cambiarla solo se l'avevano già come facoltativa e la vogliono come obbligatoria bloccando l'altra o mettendola come facoltativa). Gli ES possono cambiare, soprattutto ora dato che non c'è più Scienze politiche ma Scienze Economiche e Sociali avanzate. 
Gli Scientifici studiano sia Matematica, Fisica-Chimica e Biologia. Però quelli che fanno l'indirizzo S con Scienze dell'ingegneria o Ecologia non hanno più l'obbligo di Biologia dalla 1ª.

### Facoltative
Possono essere scelte come opzioni facoltative Educazione fisica, Arte (storia o cinema ecc.), Latino, Greco, Lingua Straniera 3.

## Orario e prove

### Orario
Secondo le serie e le opzioni l'alunno ha tra le 24 e le 36 ore di lezioni al liceo.

### Prove
La prova del Baccalauréat è affrontata alla fine dei due ultimi anni. Tutte le prove sono generalmente programmate durante il mese di giugno. Si comincia sempre con le opzioni facoltative poi la filosofia (scritta) (insegnata a tutte le sezioni generali e tecnologiche nell'ultimo anno). Generalmente gli alunni (di tutti gli anni) finiscono la scuola circa una settimana prima della prova di filosofia perché i licei si possano preparare e gli alunni ripassare.
Alla fine della première (penultimo anno) si sostiene la prova di Francese (scritto e orale) per le tre sezioni, più Scienze per gli ES e L, e un orale T.P.E. per gli L, ES e S. 
Alla fine della Terminale (l'ultimo anno) viene sostenuto l'esame in tutte le altre materie (quelle che sono passate all'orale: l'opzione obbligatoria per gli L, Lingua Straniera 2 per gli ES, opzioni facoltative per tutte le serie generali).
Il voto finale è espresso in ventesimi ed esistono delle mentions assegnate in base alla classe di voto al di sopra della sufficienza. Tra 12 e 14 è Assez Bien, tra 14 e 16 è Bien, tra 16 e 18 è Très Bien; può tuttavia essere aggiunta anche una nota di félicitations du jury per coloro i quali hanno ottenuto una media superiore al 18. Se un alunno che ottiene 8 sceglie due materie da sostenere nuovamente all'orale (che sono state valutate allo scritto), e con queste più gli altri voti ottiene un 10, ha allora le Baccalauréat.